# Куберт, Адам
Адам Куберт (англ. Adam Kubert; род. 6 октября 1959) — американский художник комиксов.

## Ранние годы
Адам родился в семье Мюриэль (урождённой Фогельсон) и Джо Куберта. У него есть сестра Лиза и братья Дэвид, Даниэль и Эндрю. Кэти Куберт — его племянница. Адам вырос в Нью-Джерси. Он начал работать над комиксами в 12 лет. Учился в Технологическом институте Рочестера, а после — в школе Куберта своего отца.

## Карьера
Адам начинал в DC Comics. Его первое произведение «Gremlins» вышло в Sgt. Rock #394 (ноябрь 1984). В 1988 году он нарисовал ограниченную серию Jezebel Jade, являющуюся спин-оффом к Jonny Quest, для Comico Comics. Вместе со своим братом Куберт работал над Adam Strange (1990) и Batman Versus Predator (1992).

## Награды
- 1992 — Eisner Award — «Best Inker» за Batman Versus Predator[9]

#### Comico Comics
- Jezebel Jade #1-3 (1988)
- Jonny Quest #6 (1986)

#### DC Comics
- Action Comics #844-846, 851, Annual #11 (2006—2008)
- Adam Strange #1-3 (1990)
- Batman & the Outsiders Special #1 (2009)
- Batman versus Predator #1-3 (1992)
- Clash #1-3 (1991—1992)
- DC Universe: Last Will and Testament #1 (2008)
- Doc Savage #1-4 (1987—1988)
- Justice League of America vol. 2 #0 (2006)
- Sgt. Rock #394, 401, 417, 422 (1984—1988)
- Star Trek #38 (1987)
- The Warlord #95, 99-100, Annual #5 (1985—1986)
- Wednesday Comics #1-12 (Sgt. Rock) (2009)

#### Marvel Comics
- All-New, All-Different Avengers #1-3, 7-8, 13-15 (2015—2016)
- Astonishing Spider-Man & Wolverine #1-6 (2010—2011)
- The Avengers vol. 5 #4-6 (2013)
- Avengers vs. X-Men #8-10, 12 (2012)
- AvX: Vs. #1 (2012)
- Avengers & X-Men: Axis #1-2, 7 (2014)
- Captain America #7-12 (2019)
- Civil War II #8 (2016)
- Dark Reign: The List — The Amazing Spider-Man #1 (2010)
- Fear Itself: Thor #7.2 (2012)
- Ghost Rider/Blaze: Spirits of Vengeance #1-10, 12-13 (1992—1993)
- The Incredible Hulk vol. 2 #454, −1, 455—456, 458—460, 462—464, 466—467 (1997—1998)
- The Incredible Hulk vol. 3 #87 (2005)
- Mark Hazzard: Merc #9 (1987)
- Monsters Unleashed #5 (2017)
- Onslaught: Marvel Universe #1 (1996)
- Onslaught: X-Men #1 (1996)
- Origin II #1-5 (2014)
- The Spectacular Spider-Man#1-6, 297—300, 304—307 (2017-)
- Ultimate Fantastic Four #1-6, 13-18 (2004—2005)
- Ultimate X-Men #1-8, 10-12, 15-17, 20-22, 25, 29, 31-33 (2001—2003)
- Uncanny X-Men #339, 368—370, 372—373, 375, 378, 381, 383—384 (1996—2000)
- Weapon X #1-4 (1995)
- Wolverine vol. 2 #75, 77-79, 81-82, 85, 87-88, 90, 92-93, 95-97, 100, 102 (1993—1996)
- Wolverine vol. 3 #73-74 (2009)
- X-Men vol. 2 #81-84 (1998—1999)
- X-Men: Schism #5
- X-Men 2099 #1-3 (1993)
- Wolverine vol. 7 #1- (2020)

### Работы над обложками

#### Marvel Comics
- All New Captain America #1 (2015)
- All-New Wolverine #19 (2016)
- All-New X-Men vol. 2 #1 (2012)
- Astonishing X-Men vol. 4 #14 (2017)
- Avengers vol. 7 #1 (вариант) (2012)
- Blink #1-3 (2001)
- Cable vol. 3 #1 (вариант) (2017)
- Daredevil vol. 3 #25 (вариант) (2014)
- Ghost Rider vol. 7 #1 (2015)
- Guardians of the Galaxy vol. 3 #8 (вариант) (2013)
- X-Men: hellfire club #4 (2000)
- Infinity #1-6 (2013)
- Новые мутанты vol. 3 #6 (2009)
- Spider-Man/Deadpool #1 (вариант) (2016)
- Uncanny Avengers vol. 3 #20-21 (2015)
- Uncanny X-Men #377 (2016)
- Wolverine: Weapon X #10 (2017)